# 西木恵美里
神谷(西木) 恵美里（かみや(にしき) えみり、1992年6月15日 - ）は、兵庫県神戸市出身の元南海放送アナウンサー。

## 人物
- 立命館大学卒。大学在学中はサン放送アカデミー受講生として通ったり[1]、BS朝日「News Access」の学生キャスターと務めていた[2]。
- 2015年に南海放送に入社。2017年9月12日には読売テレビ「情報ライブミヤネ屋」でアシスタント担当の林マオが夏休みのためピンチヒッターとして火曜日を担当した[2]。
- 2019年3月 第40回NNSアナウンス大賞ラジオ部門で優秀賞受賞[3]。
- 2019年3月を以って南海放送を退社[4]。
- 2019年10月11日にプロサッカー選手の神谷優太と入籍した[5]。

## 過去の担当番組

### 南海放送
テレビ
- サタデリ!
- News Ch.4（木曜・金曜、16時台・17時台ローカル枠・ch.ウェザー）
- 大好き!まつやま
- なんかいNEWS・なんかいNEWSファイナル

ラジオ
- M.RADIO SEI×YES
- 愛媛新聞ニュース

## 出演

### テレビ
- 世にも奇妙な物語 秋の特別編 （2021年11月6日、フジテレビジョン）- アナウンサー 役（神谷恵美里名義）
- しもべえ 第4話（2022年1月28日、NHK総合）- レポーター 役（神谷恵美里名義）